# Madamu to nyobo
Madamu to nyobo (マダムと女房?) è un film del 1931 diretto da Heinosuke Gosho.
Il film, noto internazionalmente anche con il titolo The Neighbor's Wife and Mine, viene considerato il primo lungometraggio completamente sonoro del cinema giapponese.
Si tratta di una commedia in cui un drammaturgo, che deve scrivere un'opera teatrale entro una scadenza rigorosa, viene distratto dalla sua famiglia e da una rumorosa jazz band della porta accanto.

## Trama
Shibano, un drammaturgo di un teatro di Tokyo, litiga con un pittore per la sua opera raffigurante una casa locale, appena messa in affitto. In seguito esprime il suo desiderio di trasferirsi nella stessa casa.
Trasferitosi con la sua famiglia nella nuova casa, Shibano è in ritardo sulla scadenza per una nuova opera teatrale e i problemi economici cominciano ad affacciarsi. L'uomo sente la pressione e moglie e figli non aiutano a trovare la giusta concentrazione. 
Quando dalla casa dei vicini giunge fortissima la musica delle prove di un gruppo jazz, Shibano si decide a recarsi dagli stessi per protestare.
Entrato in casa dei vicini viene riconosciuto ed elogiato per la sua attività di drammaturgo e invitato dalla padrona di casa a restare e assistere alle prove. Il gruppo si esercita e offre da bere a Shibano che, incapace di protestare, dopo aver bevuto apprezza la musica fino al momento in cui trova ispirazione per scrivere e torna a casa. La moglie però si mostra gelosa e lascia lavorare il marito solo dopo che lui le ha promesso che con i prossimi guadagni le comprerà dei vestiti "all'occidentale", come quelli dell'attraente vicina.
In conclusione, la famiglia felice si gode una passeggiata in campagna.

## Produzione
Dopo alcune sperimentazioni, questo rappresenta il primo film interamente sonoro girato in Giappone. Si nota per altro come la stessa sceneggiatura sia funzionale a rendere il film "sorprendente" con trovate narrative che hanno il solo scopo di deliziare l'udito dei primi spettatori, posti di fronte ad immagini accompagnate non solo da dialoghi, ma da musiche, canti, versi gatti e di uccelli, suoni di sveglia e rumori di ogni tipo.
Va sottolineato come nel 1931 si mostrasse candidamente un'ammirazione verso costumi occidentali che stavano prendendo piede (i vestiti femminili e la musica jazz nello specifico), cosa che diventerà impossibile solo pochi anni dopo con l'avvento del nazionalismo culturale che impedirà di trasmettere un certo tipo di messaggi al cinema.